# 札幌運輸支局
札幌運輸支局（さっぽろうんゆしきょく）は国土交通省の45都道府県にある運輸支局のひとつ。所在地は北海道札幌市東区北28条東1丁目。
- ここで交付されるナンバープレートは「札幌」ナンバーになる。

- 1988年以前に交付されていたナンバープレートは「札」ナンバーであった。

## 自動車登録管轄区域
石狩振興局管内、後志総合振興局管内、深川市と雨竜郡を除く空知総合振興局管内である。
- 札幌市・恵庭市・江別市・北広島市・千歳市・石狩市・小樽市・夕張市・三笠市・岩見沢市・滝川市・美唄市・砂川市・芦別市・歌志内市・赤平市・石狩郡・島牧郡・寿都郡・磯谷郡・虻田郡ニセコ町・真狩村・留寿都村・喜茂別町・京極町・倶知安町・岩内郡・古宇郡・積丹郡・古平郡・余市郡・空知郡南幌町・奈井江町・上砂川町・夕張郡・樺戸郡